# New York-Paris 1908

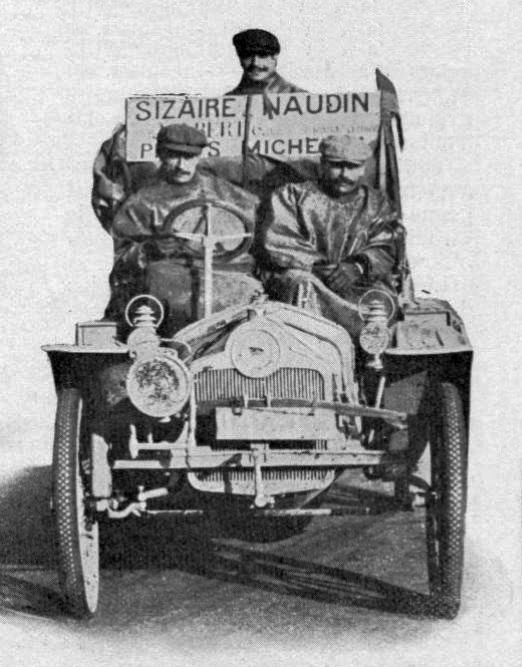
New York-Paris 1908, la Sizaire-Naudin de Pons, Deschamps et Berlhe.

Le New York-Paris 1908, dit The Great Race, est une course automobile ancêtre des croisières automobiles d'avant-guerre puis des rallyes-marathons d'après-guerre et des rallyes-raids modernes actuels. Elle dure sept mois sur un parcours de 22 000 miles (dont 13 341 miles de conduite de course effective), soit une distance totale de 35 400 kilomètres.

## Histoire

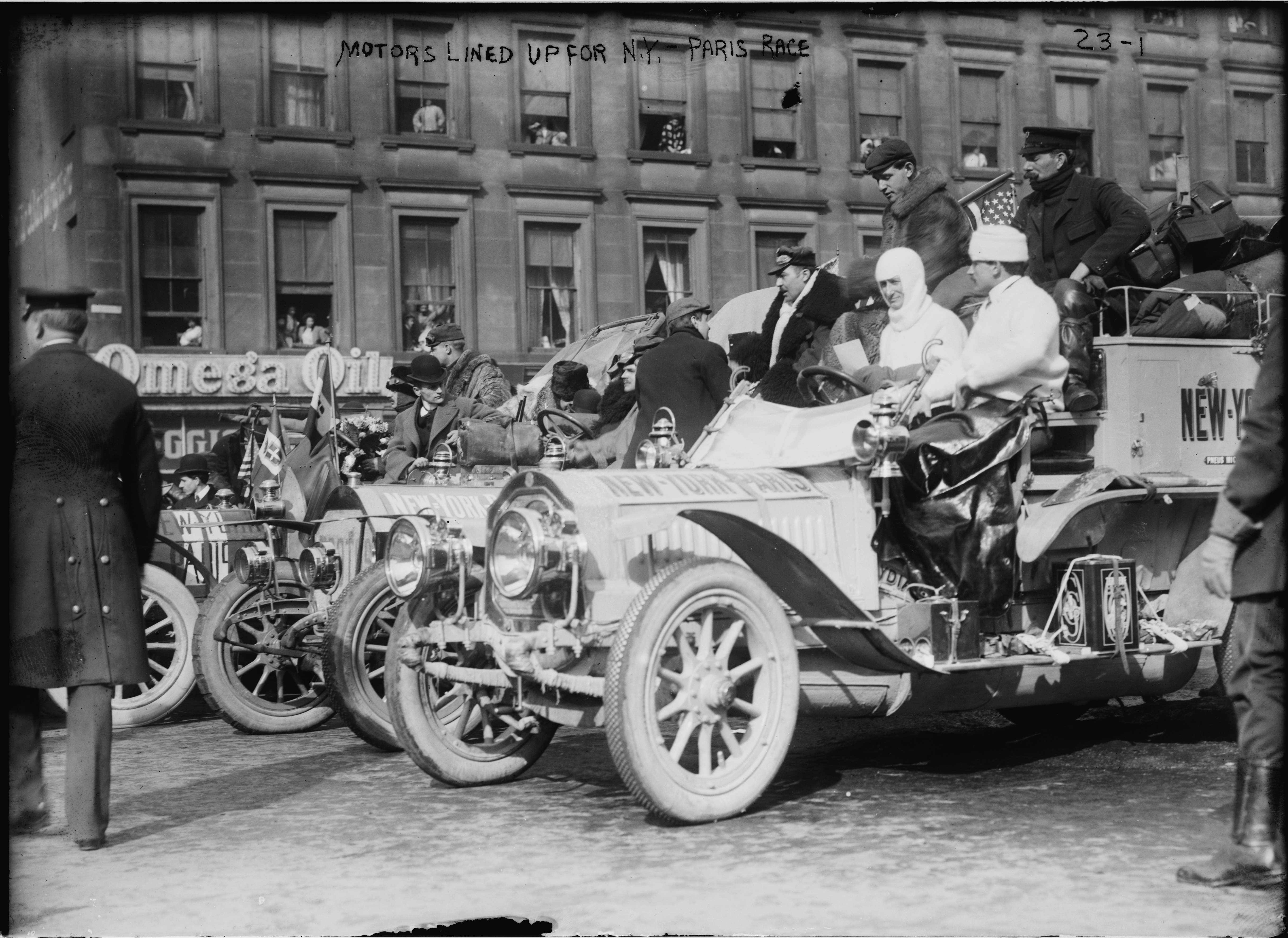
Au départ : la De Dion-Bouton de St. Chaffray, Autran et du Danois Hansen, de face, le 12 février 1908.

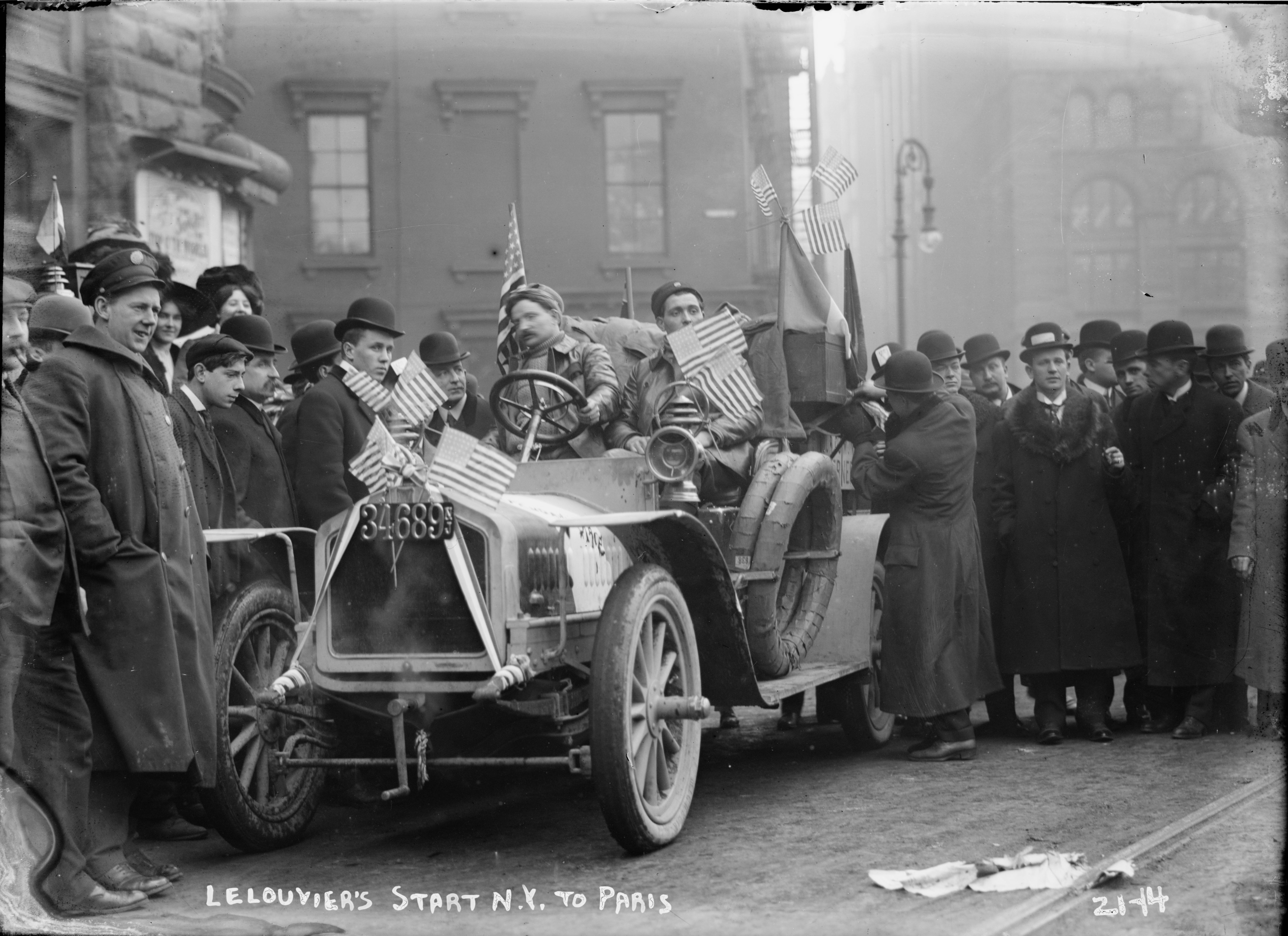
Le départ d'Eugène Lelouvier, sur la Werner.

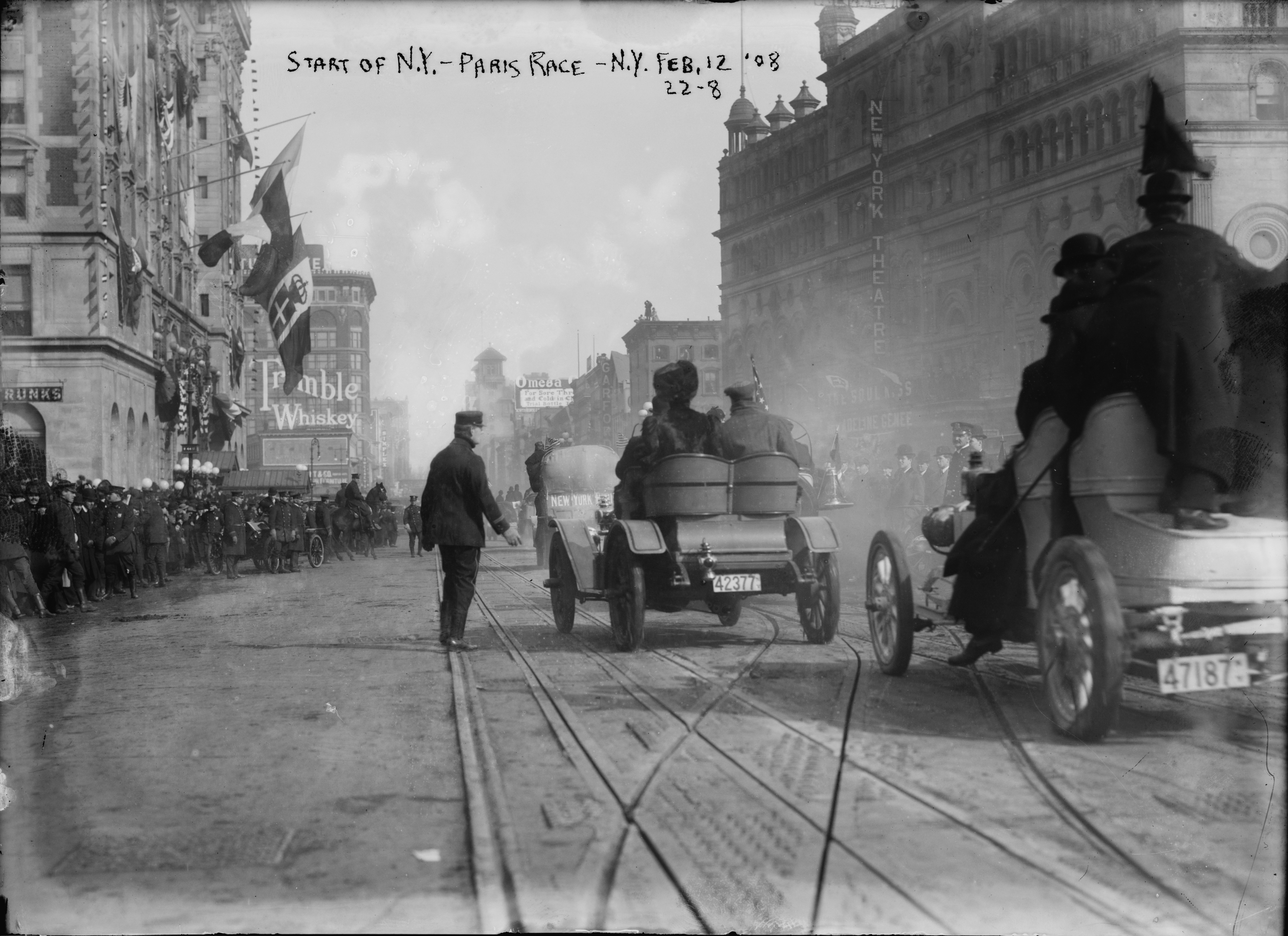
Ils sont tous partis…

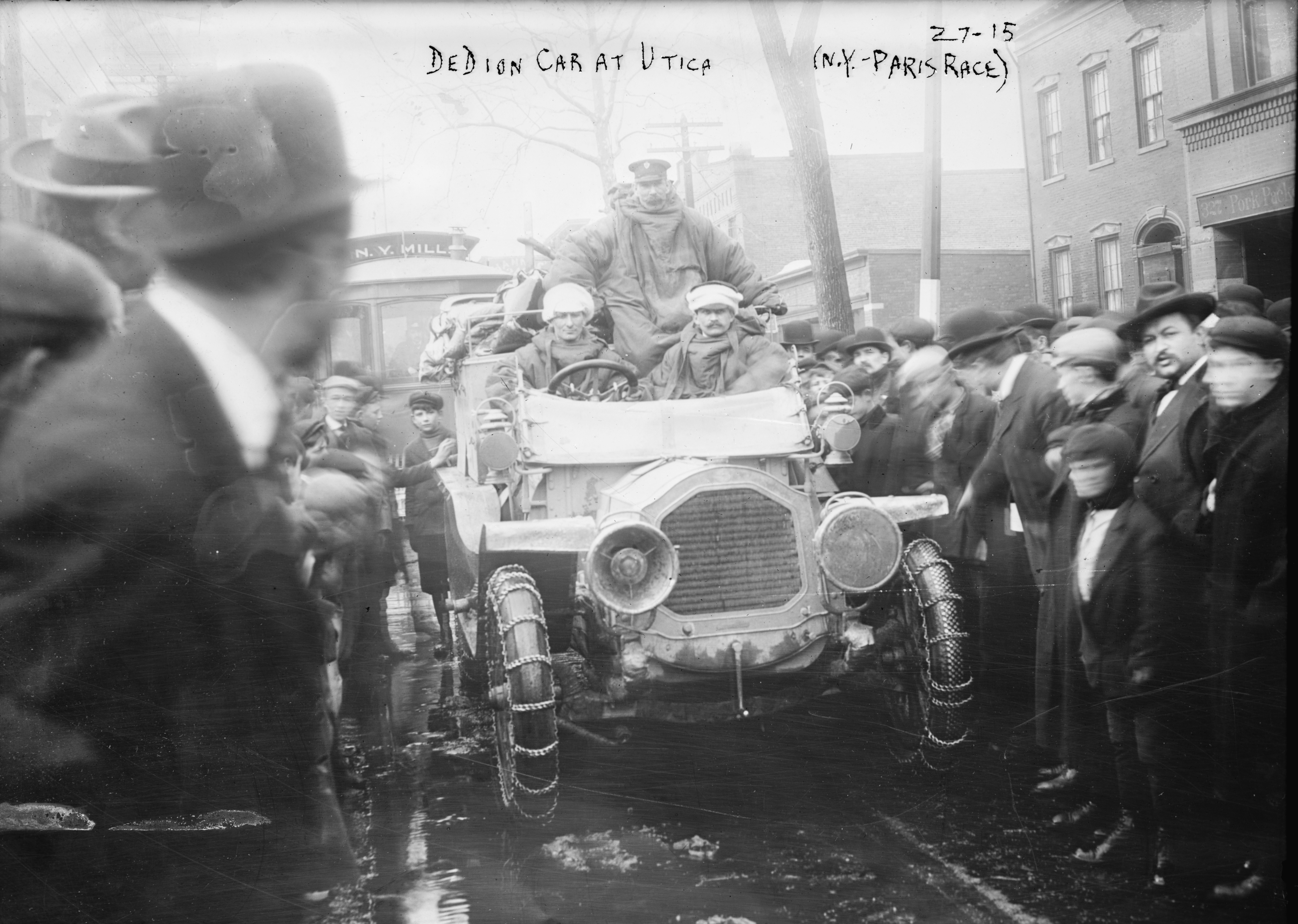
La De Dion-Bouton à Utica (Comté d'Oneida, État de New York), durant la journée du 12 février.

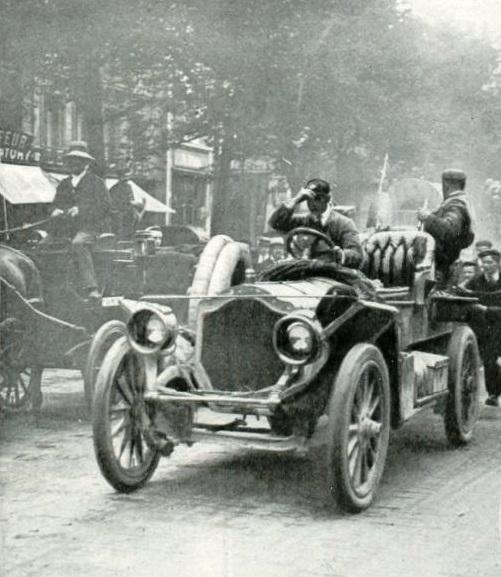
31 juillet 1908, l'arrivée de la Thomas Flyer à Paris.

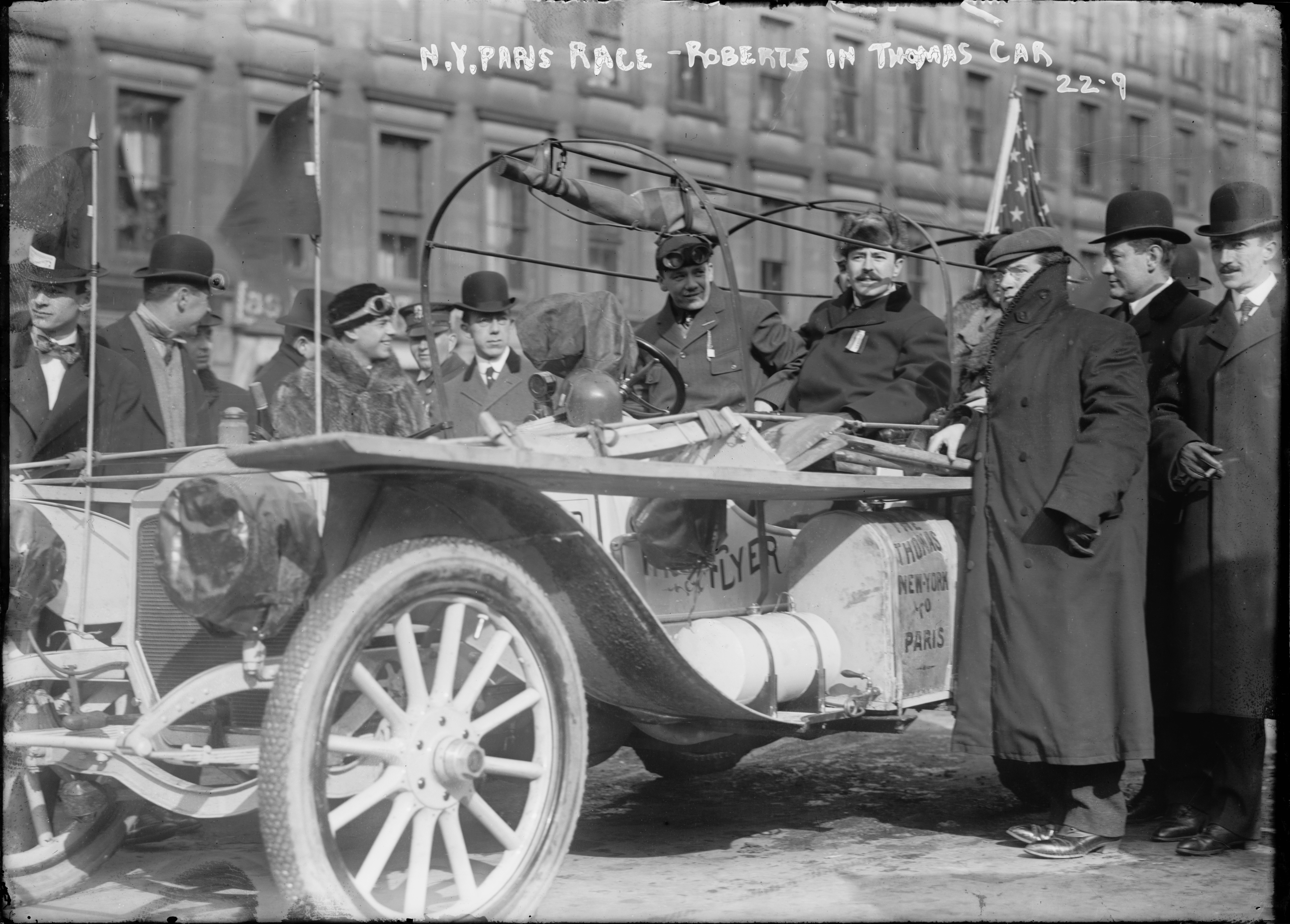
Montague Roberts, dans la Thomas Flyer à Paris.

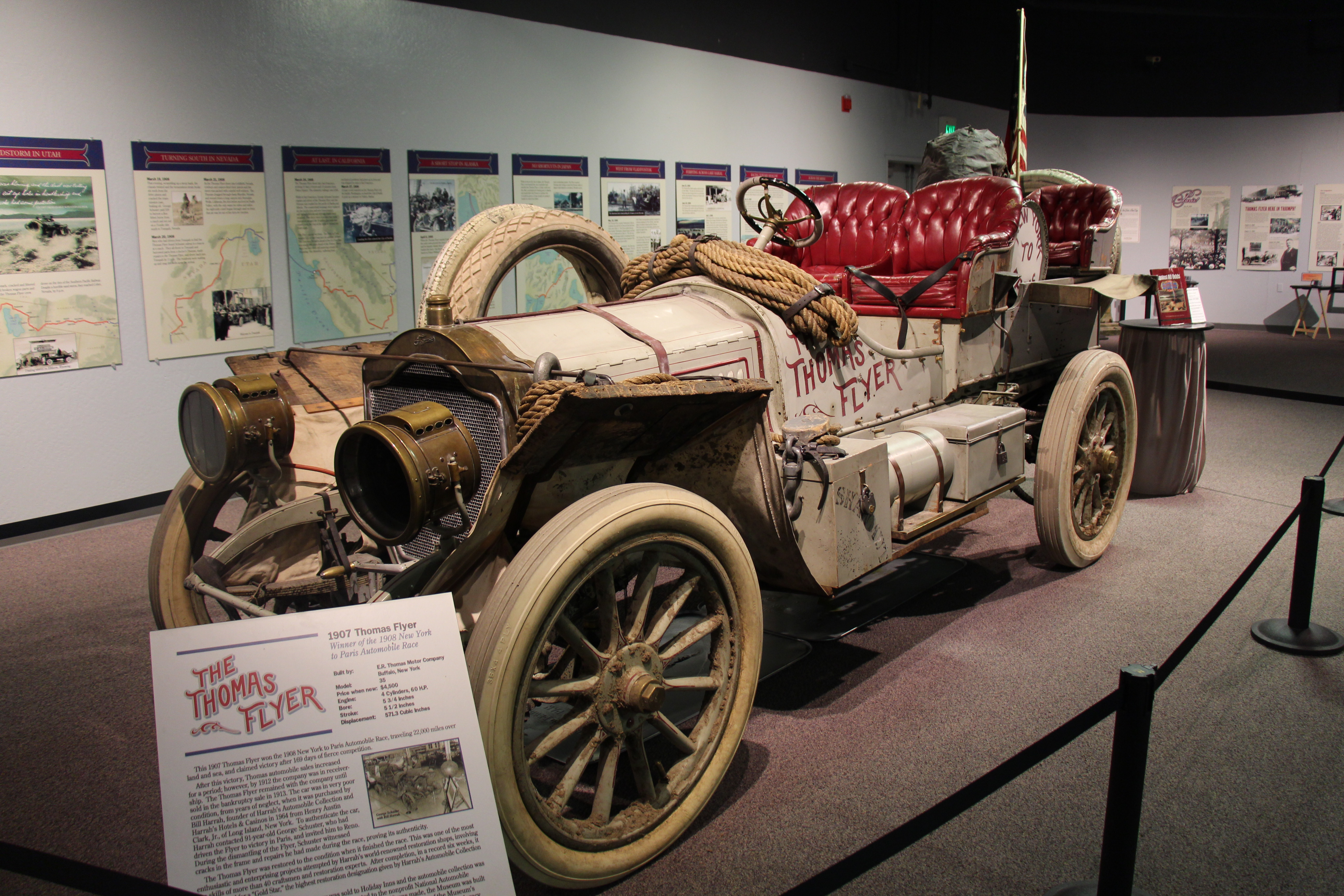
La Thomas Flyer 35 hp victorieuse du New York-Paris 1908.

Le défi, à l'époque fort médiatisé, est autant technologique que humain. Onze grandes cités sont entre autres désignées comme villes-étapes : New York, Chicago, San Francisco, Seattle, Yokohama, Vladivostok, Irkoutsk, Omsk, Moscou et Paris.

### Équipages
Six équipes, chacune composée de trois hommes et représentant quatre pays différents, sont au départ le 12 février à Times Square. La moitié sont françaises. Les Américains et les Français ont un quatrième membre accompagnateur, l'un journaliste au New York Times, l'autre au Matin (les deux quotidiens coorganisateurs de l'épreuve). La Werner de Maurice Drieghe, Max Hohmann et Eugène Lelouvier dont l'ambition était de battre les concurrents officiels était partie la veille.
- pour la France :  
  - la De Dion-Bouton 4 cylindres de Georges Bourcier Saint-Chaffray, Alphonse Autran et Hans Hendrik Hansen[4]
  - la Motobloc 4 cylindres du "baron" Charles Godard[5], Arthur Hue et Maurice Livier
  - la Sizaire-Naudin 1 cylindre de Auguste Pons, Marius Berlhe et Lucien Deschamps
- pour l'Allemagne : 
  - la Protos 4 cylindres de Hans Koeppen, Ernst Maas et Hans Knape[6]
- pour les États-Unis (futurs vainqueurs) :
  - la Thomas Flyer, modèle 35 4 cylindres de la Thomas Motor Company, conduite par George Schuster (le seul à couvrir l'intégralité de la distance), Montague Roberts[7] et Harold Brinker
- pour l'Italie : 
  - la Briax-Züst 4 cylindres d'Emilio Sirtori[8].

### La course

#### Parcours américain
Mercredi 12 février 1908 (jour de la Saint Félix en France), la course s'élance à 11 h 15 depuis Times Square (NY), devant une foule considérable estimée à 250 000 personnes. Elle va durer 169 jours. Un pistolet en or sert à donner le coup de feu du départ. Les six véhicules traversent l'Hudson Valley, direction Albany. Dès ce petit tronçon initial, la peu puissante Sizaire-Naudin abandonne; elle vient de heurter un rocher à Peekskill et le différentiel est hors d'usage. Tous les autres concurrents vont alors être confrontés à de nombreux problèmes durant la traversée américaine d'est en ouest. La Motobloc française s'égare sur les routes de terres agricoles de l'Iowa détrempées, transformées en de vastes champs de boue après des pluies incessantes. Plusieurs équipages pensent alors à quitter définitivement la course, le 17 mars au soir à Carroll (IO). Le Midwest est impitoyable en conditions hivernales, les concurrents étant obligés de longer la première voie ferrée transcontinentale nord-américaine. Anecdote, à Utica, la Züst italienne chute depuis un pont appartenant à l'Union Pacific, mobilisant une brigade complète anti-déraillement de la compagnie avec plusieurs grues de levage et des dizaines d'hommes. Le moteur de la Protos allemande rend l'âme à Pocatello (ID), obligeant au rapatriement du véhicule par train vers Seattle pour de lourdes réparations. Les voies terrestres n'étant pas bitumées, la plupart des véhicules ont dû être tractés à cheval sur les rails des locomotives sur des centaines de miles, les chasse-neige n'étant de plus pas encore inventés à l'époque.
Le vainqueur de l'étape américaine est l'unique voiture concurrente nationale, la Thomas Flyer, qui atteint San Francisco le 24 mars après 41 jours 8 heures et 15 minutes d'un parcours des plus chaotiques. Pour la toute première fois un véhicule sur route traverse les États-Unis en hiver.
Les quatre « survivants » sont alors embarqués dans la cale d'un navire à vapeur dans le port de Seattle, direction Valdez en Alaska du sud, mais la traversée du détroit de Behring devient inenvisageable, alors que les organisateurs voulaient initialement faire passer les voitures par ce "pont" naturellement gelé durant cette période de l'année. Les Thomas Flyer, Züst, Protos et De Dion-Bouton rebroussent chemin toujours par mer et sont déroutées en direction directe de l'Extrême-Orient et de Yokohama, uniquement par traversée maritime de l'océan Pacifique.

#### Parcours asiatique
Après une courte escale japonaise, les quatre voitures arrivent à Vladivostok le 20 mai après avoir traversé la mer du Japon. Seules la Protos, la Züst et le Flyer entament la deuxième traversée continentale, mais l'équipage allemand écope d'emblée d'une peine de 30 jours de pénalité pour cause d'un transport en train illicite et d'un refus de ralliement en Alaska. Craignant la présence de bandes de brigands et des conditions climatiques par trop défavorables en Sibérie, la De Dion-Bouton décide de quitter quant à elle abruptement la compétition, malgré tous les efforts déjà accomplis. La Protos est en tête sur le trajet dans la toundra mandchoue et sibérienne en direction d'Irkoutsk, mais se fait progressivement rejoindre puis dépasser par la Thomas Flyer, à 3 000 km environ de Vladivostok, la Züst se retrouvant quant à elle de plus en plus à la traîne. La fonte des neiges complique la conduite, avec l'apparition d'innombrables marais très peu visibles, pièges permanents sur une terre ramollie à perte de vue dans de vastes zones devenues marécageuses. La vitesse de course se décline alors souvent en pieds par heure plutôt qu'en miles horaires… et le Flyer finit ainsi par s'embourber, pour arriver finalement avec quatre jours de retard sur la Protos à Moscou, les Allemands étant déjà sur place depuis le 20 juillet. Le tsar en personne reçoit les équipes et les organisateurs (cet évènement sera repris 57 ans plus tard dans le film La Grande Course autour du monde).

#### Parcours européen
Passé la banlieue moscovite les conditions de route s'améliorent de façon significative, et les traversées successives de l'Allemagne, de la Belgique et du nord-est de la France se déroulent sans évènement notable. Les positions restent figées jusqu'à Paris, où les Allemands franchissent les premiers grâce à Hans Koeppen la ligne d'arrivée le 26 juillet. Cependant ils ne sont pas déclarés vainqueurs, du fait de la pénalité des 30 jours infligée à leur encontre à Vladivostok. Les Américains arrivés à leur tour le 30 juillet sont les lauréats définitifs, pour 26 jours, les Italiens terminant quant à eux seulement le 17 septembre mettant ainsi un terme final à cette épreuve marathon, qui contribua de par la fiabilité des trois voitures à populariser avec le Pékin-Paris disputé l'année précédente le développement de l'automobile en Europe et qui encouragea également les investissements des États dans l'amélioration et l'expansion des réseaux routiers de l'époque, le New York Times faisant quant à lui fréquemment ses unes sur les péripéties de la course outre-Atlantique.
George Schuster (1873–1972) fut intronisé dans le Hall of Fame automobile le 12 octobre 2010, 102 ans après son exploit (le seul à disputer réellement toute la distance des 35 400 km). Il avait été retenu pour ses bonnes compétences mécaniques initialement, après avoir démarré dans l'industrie automobile comme spécialiste de la fabrication de radiateurs tubulaires pour l'E.R. Thomas Motor Company à l'usine-mère de Buffalo (NY), entreprise où par la suite il devint le superviseur général des assemblages finaux, et l'un des meilleurs metteurs au point de la marque avant la remise des véhicules aux clients aisés auxquels il apprenait le pilotage et l'entretien de ces engins d'un maniement difficile.

## LaWorld Race 2011
Initialement prévue en 2008 sous le nom de Great Race 2008 mais annulée pour cause d'objections de la part des autorités chinoises, la course évènementielle commémorative débute finalement elle aussi à Times Square le 14 avril 2011. Quatre compétiteurs sont présents, à bord d'une Ford modèle A de 1929, d'une Ford 3 Window Coupé de 1932, d'une Volkswagen Beetle de 1967 et d'une Chevrolet Corvette de 2007 tout spécialement préparée. La tour Eiffel est atteinte le 21 juillet. Jeff Mahl, le propre arrière-petit-fils de George Schuster, participe à la célébration.

## Filmographie
- (en) « The greatest autorace on earth », sur thegreatestautorace.com, documentaire télévisuel de 2008
- (de) « Does an engine have a soul? Around the world by car in 1908 (Hat der Motor eine Seele? 1908 im Auto um die Welt) », sur german-documentaries.de, documentaire télévisuel de 2008, sous la direction de Ettlich Wolfgang, 86'
- La Grande Course autour du monde, film de Blake Edwards en 1965, librement inspiré par les péripéties de la course. La voiture du héros Tony Curtis, appelée la Leslie Specials, est une réplique de couleur blanche de la Thomas Flyer victorieuse, spécialement construite par Warner Brothers à quatre exemplaires ;
- Les Fous du volant (Wacky Races), 34 dessins animés de 1968, eux-mêmes inspirés par le film précédent.